# Bácski György
Bácski György, írói álneve: Georgij Silew (Zágráb, 1901. szeptember 20. – Bukarest, 1978. február 10.) magyar író, újságíró, műfordító.

## Életútja
Bécsben végzett gimnáziumot 1921-ben, első írása a Szlavóniai Magyar Újságban jelent meg. 1924-ben Georgij Silew álnéven vers- és elbeszéléskötetét adták ki Temesvárt A kör címmel. Hányt-vetett életében vasutas, raktárnok, balett-táncos, nyomdász, banktisztviselő, 1940-ben Zágrábban a Kulisa c. lap szerkesztője, a második világháború alatt partizán.
1946-tól nyomdában dolgozott Temesvárt, 1949-ben a német nyelvű Temeswarer Zeitung és a magyar nyelvű Temesvár c. lapok szerkesztője, majd 1952-ig a Kulturni Uputnik c. hazai szerb művelődési útmutató főszerkesztője. Azóta Bukarestben élt, számos hazai és külföldi lap munkatársa volt. Vállalkozott a régi és új szerb, horvát, szlovén és macedón líra magyarra ültetésére s több román és magyar szerző szerb-horvát és macedón tolmácsolására. Saját verseit és műfordításai javát a második nevével megjelent A kör c. kötetében (1968), valamint Hol vannak azok a tengerek (1973) c. műfordításgyűjteményében adta közre.

## Kötetei
- A kör. Versek; Irodalmi, Bukarest, 1968